# 乳姉妹 (テレビドラマ)
『乳姉妹』（ちきょうだい）は、1985年4月16日から同年10月29日まで、TBS系列で毎週火曜日20:00 - 20:54(JST) に放送された、大映テレビ制作のテレビドラマである。原作は少女倶楽部に連載されていた吉屋信子の小説『あの道この道』。全28話。

## あらすじ
「春の暴風雨の その夜中 二人の嬰児生まれたり 同じ海辺のその里に 一人は広き別荘に 一人は狭き賎が家に」
この物語は、吉屋信子の傑作小説「あの道この道」をベースに、運命に翻弄される二人の少女が時には敵となりながら、自分の人生を自らの手で拓く姿を通じ、人生とは何かを問うものである。 （オープニングナレーションより）
原作では「春」でなく「秋」、また「一人は狭き賎が家に」の後に「この世の光 浴び初めぬ」という節が続く。
真鶴で漁師として生活する松本夫妻の妻・静子と東京の財閥一族「南部開発」の大丸家夫人・大丸慶子。二人は真鶴の同じ産院で同日ほぼ同時刻に女児を出産したが、体が丈夫でなかった大丸慶子は女児を出産と同時に死亡した。その後、大丸慶子が真鶴滞在中に親交を深めた松本静子が、大丸慶子の葬儀中に乳母を依頼されたことにより、二人の娘が乳姉妹の間柄となった。
娘二人がこの世に生を受けて五日後、亡妻・慶子の葬儀を東京で済ませた大丸剛造が、娘を迎えに真鶴へ向かう。が、そのさ中、二人の娘を産院で産湯に入れていた松本静子が、ほんの出来心で我が子の産着と大丸家の娘が身に付けている高価な産着を取り替えたところ、その事実を知らない夫・龍作が現れ、松本夫妻の子の産着を着た大丸家の娘に誤って火傷を負わせてしまう。慌てて大丸家の娘を抱いて診察室へ駆け込む夫妻。大丸家の産着を着た松本夫妻の娘が病室に一人置き去りにされた。
大丸家の高価な産着を着た松本夫妻の娘が、大丸家の娘と勘違いされて、突然現れた女の手により身代金目的のために誘拐されてしまう。松本夫妻の娘は無事救出されるも、松本夫妻は大丸剛造に真実を話しそびれ、松本夫妻の娘はそのまま大丸家へと引き取られてしまう。二人の少女の運命が、ちょっとした手違いから、大きく入れ替わってしまった。
18年後の二人の娘の誕生日に、真鶴へ訪れた大丸家令嬢・大丸千鶴子。彼女こそ、18年前に起きた誘拐事件に巻き込まれた松本夫妻の実娘であった。大丸千鶴子と名づけられ、何不自由なく奔放そして勝気でプライドの高い娘に育てられた松本夫妻の娘と、松本夫妻の娘として育てられ、貧しいながらも心優しい娘へと育てられた大丸家の実娘・松本しのぶ。この二人が運命のいたずらで再会。この再会により、運命の糸車が不気味な音を立てて回り始めた。

## 登場人物・キャスト

### 大丸家・松本家の関係者

#### 「乳姉妹」たちと養子
大丸千鶴子
演 - 伊藤かずえ
松本夫妻の実娘。昭和42年4月13日生まれ。18歳になるまで自身の出生の秘密を知らず、大丸剛造の娘として育つ。東京にある大丸家の邸宅で暮らし、高校・聖和女子学院の3年3組で学級委員を務める。プライドが高く勝ち気でわがままで気分屋な面があり、言動が安定していない。幼少より本来、いとこ同士、かつ義理の兄である雅人に想いを寄せている。家に来たしのぶと耐子を疎み、屋敷・学校とで陰湿ないじめを展開するが、出生の秘密を知り、絶望して自殺しようとした末、雅人との婚約を蹴り家出し、不良となって荒んだ世界に身を投じるが、路男をはじめ周囲の人々との関わりの中で、次第に豊かな心を持つ女性へとなり、路男に心惹かれる。幼い頃からピアノ、茶道、華道、剣道、水泳などを嗜んでおり、高校ではアーチェリー部とフェンシング部のリーダーも務める。好きな花は、白百合。嫌いな食べ物は、トマト。自室に飾ってある自身の写真がスクール☆ウォーズで森田光男が所持していた馬術部の富田圭子の写真になっている。
松本しのぶ
演 - 渡辺桂子
大丸剛造の実娘。18年前に千鶴子と同じ病院で同じ日に生まれた後、真鶴の街で暮らしていた。千鶴子同様、18歳になるまで自身の出生の秘密を知らず、松本夫妻の長女・松本しのぶとして育つ。上京し大丸家で暮らし始めてからは、千鶴子と同じ学校に編入し同じクラスになる。非常に家族想いな性格で周りへの気遣いもでき、心の優しい人間で辛抱強く耐えているが、その後千鶴子が非行に走った時は彼女を更生させるには強い態度で臨む必要があると考え、自らもあえて非行に走り不良少女になってしまう。いつしか雅人に想いを寄せるようになり、千鶴子の手前、表に出すことはないが最終的には雅人と良い感じの関係になる。また海女としての知識もある。
松本耐子（たえこ）
演 - 森恵
松本夫妻の娘で千鶴子の実妹。上京後はしのぶと共に千鶴子の学校へ編入する。大丸家でお手伝いとして働いていたため当初は剛造を旦那様と呼んでいたが、しのぶが彼の実娘と分かって以降は「おじ様」と呼ぶようになった。真鶴にいた頃は、しのぶと2人で自転車で新聞配達をして家計を手助けしていた。しのぶと同じく家族思いな性格だが、やや気が短く姉の前では愚痴をこぼしたり大丸家の者への陰口を呟くなどしている。出会った当初から、気位が高い千鶴子のことを心良く思っていない。その後しのぶと千鶴子の取替えの事実を知った後、2人との関係に悩み始める。
しのぶ（忍）と耐子で合わせて“忍耐”となる。
大丸雅人
演 - 鶴見辰吾
剛造の養子。千鶴子の義兄。20歳の大学生。なかなか子供を授からなかった剛造・慶子夫妻が、親戚の子供を引き取り大丸姓を名乗る(両親は健在)好青年で成績優秀で人格も良く、正義感が強く紳士的な性格で千鶴子・しのぶの両名から慕われている。男にしては繊細で人の心の動きに敏感で、家族間で揉め事が起こりそうな時は剛造にも気兼ねせず助言する。しっかり者だが、大会社の跡取りとして期待されると同時に養子という立場に内心幼い頃からプレッシャーを感じている。長年テニスを嗜んできたため運動神経が良くケンカもそこそこ強く、普通自動車、オートバイの他セスナ機も操縦できる。“マーク”と名付けた大型犬を飼っている。

#### 「乳姉妹」たちの親
大丸剛造
演 - 高橋昌也
千鶴子と雅人の父。鉄道・デパート・ゴルフ場事業等を展開し、従業員1万数千人を擁する巨大企業・南部開発の会長。静子の願いでしのぶ、耐子をお手伝いとして引き取る。人柄について若山からは「普段は誠実で温厚な紳士だが、企業戦争を勝ち抜いてきたため性根は火の玉より激しい」と評されている。以前から千鶴子と雅人を結婚させて、会社を継がせようと考えている。しのぶに最初会った際に振り返る後ろ姿が慶子にそっくりだったことから、彼女を実の娘ではないかと思うようになる。静子からの手紙で事実を知り、育ててきた千鶴子が実の娘でないと判ってからも分け隔てなく育てる。千鶴子が結婚する際は亡き妻・慶子の着物を渡した
大丸則子
演 - 小林哲子
剛造の後妻で雅人と千鶴子の育ての継母で、これまで実の子のように育ててきた。母・静子を亡くしたしのぶと耐子を優しく迎え入れるが、徐々に大丸家がゴタゴタし始めたのを“姉妹がやって来たせい”と感じ、2人に冷たい態度を取り始める。しかしその後しのぶと千鶴子の取替えの事実を知り、千鶴子が不良になるとそれぞれとの関係に思い悩む。和装を好み、ほとんどの時間を着物姿で過ごしている。
大丸慶子
演 - 北林早苗
剛造の前妻でしのぶの実母。故人。18年前に妊娠するが妊娠中毒症にかかり剛造の勧めで真鶴に購入した別荘で療養しながら出産まで過ごすが、千鶴子としのぶを同時に産んだ直後、死亡した(ドラマでは、自身が産んだのはしのぶのみで千鶴子は産んでいない)。取替えの事実を知らない千鶴子と剛造は、“命と引換えに産んでくれた”として現在でも大切に思われている。ちなみに上記の別荘は、剛造の手配でリフォームした上で18歳の誕生日を迎えた千鶴子にプレゼントされた。
松本静子
演 - 岩本多代
しのぶと耐子の母で、千鶴子の実母。真鶴の海女として働き貧しいながらも娘たちと3人で支えあって暮らしている。18年前に自らが犯した過ちで子供が入れ替わってしまったことに罪の意識を強く感じ生きている。自らが病の身であることを知り、事実を書いた手紙をしのぶに持たせ大丸家へ向かわせた後、教会で己の過ちを神に懺悔し崖で投身自殺を試みるが、海女の本能が成せる無意識の習性で生き延びてしまう。しかししばらく生存についてはしのぶ達に知らされていなかった。以後は病を治療し、再会したしのぶ、千鶴子、耐子3人の母親として生きていく。
松本龍作
演 - 井川比佐志
静子の夫で真鶴の漁師。時代の流れとともに仕事が減ったことで漁師を辞めて16年前に蒸発したが、第1話で突然帰宅する。酒好きでだらしなくがめつい性格で手癖も悪く、これまでに窃盗などの罪で何度か刑務所暮らしを経験している。しのぶと千鶴子の取替えの事実で、大丸家から大金をせしめようと画策する。その後大丸家の赤ん坊を預かっていながら謝礼金目当てで赤ん坊の誘拐を計画し、三森に実行させていた事が路男の母・育代によって明らかにされた（これは妻の静子も知らなかったことである）。生まれて間もないしのぶの右腕に誤って火傷を負わせ、今もその痕がある。

### 「乳姉妹」たちの取り巻き

#### 路男と優子とその関係者
田辺路男（たなべ みちお（旧姓：三森＜みつもり＞））
演 - 松村雄基
不良グループ「渡り鳥連合」のリーダー。21歳。3歳の頃までしのぶ、耐子宅の近所に住んでいた。父を剛造に殺されたと思い込み、剛造や娘の千鶴子を逆恨みし復讐すると誓っている。18年前に親が起こした事件後、親戚をたらい回しにされて少年時代を過ごし、いつ頃からか田辺姓に改名させられた。普段は優子の弟が生前働いていた元プールバーで過ごしている。ある時大丸家で出会ったしのぶに、親が犯罪を犯した者同士として親しみを感じ始める。トランペットが特技で、ライブハウス「WAVES（ウェイブス）」で演奏活動をしており、渡り鳥連合解散後はトランペッターへの道を歩むが……。
三森育代（みつもり いくよ）
演 - 松井きみ江（現・松井紀美江）
路男の母。元は真鶴の海女。18年前漁師だった夫が養殖事業に手を出して借金を背負ったことで、生まれて間もない千鶴子を誘拐した。夫が死に自身は刑務所で3年の刑期を過ごしたあと、東京で裸一貫からキャバレーの女社長として成功し財産を築く。お金以外信用できない人間だが息子への愛情はあり路男が病にかかった時は詐欺治療にまで金銭を出し息子を助けようとする。大丸家だけではなく松本家へも恨みを持ち、赤ん坊誘拐事件は龍作が夫を嗾けたため行われたことを話す。現在は、ペルシャ猫らしき猫を飼っている。最終回で千鶴子に叱責される。
辻優子（つじ ゆうこ）
演 - 岡田奈々（回想、少女時代）：谷本重美（現・小川範子）
島田の情婦で島田のクラブのママ。一年前に出会った路男の事をトランペッターだった弟・りょうに重ね可愛がり、彼に不良から足を洗ってトランペッターになってほしいと願っている。10代の頃に非行に走り身を落としたが、思いやりのある性格で悪の道に入ろうとする若者に出会うといつも引き止める言葉をかけている。少年院暮らしを経て20歳頃に島田に出会った。その後島田によって自身のトランペットを壊された路男に死んだ弟の形見のトランペットを託す。
りょう
優子の2歳年下の弟。故人。家族で浅草で暮らしていたが小学生の頃に親が離婚して母親に引き取られ故郷の福島県で育った、優子とは10年ほど離れ離れでだったが18歳の頃にプロのトランペッターになるため上京し姉と再会。ある日不良に絡まれた優子を助けようとしてナイフで刺されるが、そのままライブハウスで演奏し終えた直後に亡くなった。
島田（しまだ）
演 - 伊東達広
暴力団・一代組組長。中堅ヤクザ組長として裏社会で活動しているが、将来は一般実業家に転身することを目論見、その目的の為ならどんな卑劣な手段も厭わない。優子にクラブ経営を任せてしのぎを集め、勝手な行動を取った時は彼女にも暴力を振るうなどしている。非常に執念深い性格で優子が逃げ出しても何度でも組員と共に追いかけて引き戻そうとする。優子が自分になびかないのは路男に原因があると逆恨みして路男を殺そうと計画するが…。
長田猛（おさだ たけし）
演 - 小沢仁志
不良グループ鬼神組のリーダー。島田を“オヤジさん”、優子を姐さんと呼び慕う。ハンバーガーショップで働く妹がいる。少年刑務所から出所したばかりで、島田に後ろ盾になってもらい不良の世界でのし上がろうとする。路男が気にかけるしのぶと、財閥の娘である千鶴子の前に時々現れてトラブルを起こし始める。ある時千鶴子が取った行動に亡き母親の面影を重ねていたが、その千鶴子を利用し銀行強盗を企てる。しかし次第に追い詰められ、銀行強盗は自分が起こしたと叫びながら飛び降り自殺する。

### その他の人たち

#### 大丸家の関係者
手島
演 - 大石吾朗
剛造の部下で南部開発秘書室長兼調査部部長。18年前の誘拐事件の時は剛造と一緒に取り返しに行った。剛造に忠実であるが時には彼の意に沿わない事も行い、ある時後継者である雅人にした助言が結果的に千鶴子の生活を一変させてしまう。
すずこ（大丸家使用人）
20歳前後の使用人。2人の同年代の家政婦と共に大丸家の家事をこなす。大丸家で居候することになったしのぶと耐子に親しみを持って気さくに接する。ある時千鶴子が大丸家からしのぶと耐子を追い出すために、泥棒の濡れ衣を着せようと罠を仕掛けたのを偶然目撃して2人を助ける。
大丸家使用人
演 - 桑田和美
すずこと同年代の家政婦で自身ともう1人で大丸家の日々の家事をこなしている。千鶴子を慕いすずことも仲が良い。大丸家の使用人として居候することになったしのぶと耐子が、剛造の計らいで自分たちより優遇されることに納得がいかず2人を妬み冷たい態度を取るが、怒った耐子に顔を殴られてしまう。

#### 教会の関係者
若山
演 - 名古屋章
紅葉坂教会の牧師。剛造とは少年飛行兵時代からの40年来の親友で、プライベートで彼に本音で意見できる数少ない人物。元不良や身寄りのない若者たちと共同生活をしており、彼らから“先生”と呼ばれている。静子、優子を教会で保護したことがあり、静子の懺悔によりしのぶが実は剛造の娘であったことを静子以外で最初に知った人間。神職に仕える身だが聖人君子なタイプではなく、信念を持ちながらも型破りな性格で教会に訪れる作中の人たちに熱意を持って色々と助言する。
エリカ
演 - 石井めぐみ
紅葉坂教会に住んでいる女性。教会で賛美歌を歌う時にオルガンで伴奏したり、若山の仕事の手伝いなどをしている。また、他の時間は教会で暮らす10代の少年少女たちと共に内職をして生活費を稼いでいる。他人の心を読みとれる不思議な力があり、若山によると「直感力が鋭く人の真実を見抜く力を持つ」とのこと。実は秋田県出身で高校生の時に都会暮らしに強い憧れを抱き実家を飛び出して東京へ上京した。ほどなくしてバイト先のスナックで知り合った財閥の息子・竹岡洋介（演 - 草川祐馬）と同棲してタケルという息子を産んだ1児の母親となった。しかし出産と同時に洋介に裏切られた上、赤ん坊だったタケルを奪われたショックによって息子を奪い返す目的で洋介をナイフで殺そうと殺人未遂を起こして3年間刑務所に服役していた。
家出娘
演 - 立原ちえみ
家出して渋谷にいた所を島田に拾われ夜の店で働かされそうになるが、路男に助けられたことで若山の教会で暮らし始める。母は夫以外の男と蒸発し酒浸りで自身に暴力を振るうようになった父から逃げてきた。若山とエリカたちに支えられ、自分と似たような少年少女たちと暮らすこと中でその後明るさを取り戻す。

### その他
マヤ
演 - 大川陽子
不良グループ鬼神組メンバーで女性メンバーのリーダー。千鶴子を敵対視している。父親は数年前まで大森で鉄工所を経営していた。
クラブ歌手
演 - 小比類巻かほる
優子のクラブで客たちの前で歌う。
高校教師
演 - 宮崎達也
しのぶと千鶴子が通う聖和女子学院の3年3組のクラス担任。編入して間もなくしのぶがクラス内でイジメられるのを見て激怒。生徒たちにイジメを辞めさせようとする。担当教科は古文。
千鶴子の取り巻き（役名不明）
演 - 百瀬まなみ
千鶴子に腰巾着の様についてまわる女生徒。陰湿かつ暴力的ないじめに加担。千鶴子と雅人の婚約パーティに参加する。
ナレーション：芥川隆行

## スタッフ
- 原作：吉屋信子 『あの道この道』（国書刊行会）
- 脚本：江連卓、大原清秀
- 監督：山口和彦、合月勇、江崎実生、青木弘司
- プロデューサー：春日千春、荒川洋(大映テレビ)、野村清(TBS)
- 音楽：菊池俊輔
- 製作：大映テレビ、TBS

## 劇中曲
主題歌「RUNAWAY」 歌：麻倉未稀（キングレコード）
（原曲はボン・ジョヴィ「Runaway（夜明けのランナウェイ）」）
挿入曲
第1話
「華麗なる大円舞曲」
作曲：ショパン
千鶴子が自身の誕生パーティの客に聴かせるために練習する。作中では誕生日後も何度か弾くシーンがある。
曲名不明
トランペットを吹く路男の代名詞のような曲
ライブハウスで路男がバンド仲間の伴奏に合わせてトランペットでメロディを吹く。本作では、その後も路男がほぼ毎回様々な場面でこの曲を奏でる。
第6話
「六本木ララバイ」
作詞：エド山口／作曲：エド山口、岡田史郎／原曲は、1984年に内藤やす子が歌唱した。
優子が自身の店のステージで客を前に歌う。
第12話
「潮風のラブ・コール（JUST AS I AM）」
作詞：Dick Wagner、Rob Hegel／日本語詩：小比類巻かほる／作曲：Dick Wagner、Rob Hegel
優子のクラブのシーンで歌手を演じた小比類巻かほるが歌う。
第14話
「神共にいまして」
有名な賛美歌の一つ。
教会で若山や若者たちがエリカのオルガンの伴奏に合わせて歌う。
第19話
「好きになった人」
作詞：白鳥朝詠／作曲：市川昭介／原曲は、1968年に都はるみが歌唱した。
教会で、少女の1人が若山や仲間たちとの食事の席でラジカセを使ったカラオケで歌う。
「渚のはいから人魚」
作詞：康珍化／作曲：馬飼野康二／原曲は、1984年に小泉今日子が歌唱した。
上記と同じく若山たちとの食事の席でしのぶが歌う。
「涙のリクエスト」
作詞：売野雅勇／作曲：芹澤廣明／原曲は、1984年にチェッカーズが歌唱した。
上記と同じく若山たちとの食事の席でエリカが共に暮らす若者数人と歌う。
第25話
「圭子の夢は夜ひらく」
作詞：石坂まさを／作曲：原田良一／原曲は、1970年に藤圭子が歌唱した。
優子の回想シーンで、20歳ぐらいだった彼女がとあるスナックのカラオケで歌う。
「素敵なあなた」
ジャズのスタンダードナンバー。
優子の回想シーンで彼女の弟がライブ会場でトランペットで演奏する。
第28話
歌い出しが「街のどこかで」の歌
路男と友人たちが作った歌。
ライブハウスで路男がバンドの演奏に合わせて歌う。

## サブタイトル
| 各話 | 放送日         | サブタイトル           | 脚本     | 監督     |
| ---- | -------------- | ---------------------- | -------- | -------- |
| 01   | 1985年4月16日  | 誕生日の秘密           | 江連卓   | 山口和彦 |
| 02   | 1985年4月23日  | 母の告白は嘘?          | 江連卓   | 山口和彦 |
| 03   | 1985年4月30日  | 地獄の豪邸             | 江連卓   | 合月勇   |
| 04   | 1985年5月7日   | 憎しみのトランペット   | 大原清秀 | 江崎実生 |
| 05   | 1985年5月14日  | 針のむしろの学園       | 大原清秀 | 山口和彦 |
| 06   | 1985年5月21日  | 亡き母の悲鳴           | 江連卓   | 青木弘司 |
| 07   | 1985年5月28日  | 愛が欲しい             | 江連卓   | 合月勇   |
| 08   | 1985年6月4日   | 結婚しよう             | 大原清秀 | 江崎実生 |
| 09   | 1985年6月11日  | 秘密の小箱             | 大原清秀 | 山口和彦 |
| 10   | 1985年6月18日  | 血は嘘をつかない       | 江連卓   | 合月勇   |
| 11   | 1985年6月25日  | さよなら貴男           | 江連卓   | 江崎実生 |
| 12   | 1985年7月9日   | 私は不良少女!          | 江連卓   | 山口和彦 |
| 13   | 1985年7月16日  | 愛からはぐれた         | 大原清秀 | 青木弘司 |
| 14   | 1985年7月23日  | これが今の私です       | 大原清秀 | 合月勇   |
| 15   | 1985年7月30日  | 不良少女ふたり         | 江連卓   | 江崎実生 |
| 16   | 1985年8月6日   | あい求めよ迷える魂     | 江連卓   | 山口和彦 |
| 17   | 1985年8月13日  | はぐれ狼の初恋         | 大原清秀 | 青木弘司 |
| 18   | 1985年8月20日  | わたし達の明日         | 大原清秀 | 合月勇   |
| 19   | 1985年8月27日  | 哀愁の波止場           | 江連卓   | 江崎実生 |
| 20   | 1985年9月3日   | 少女が見た地獄         | 江連卓   | 山口和彦 |
| 21   | 1985年9月10日  | 牢獄で知った婚約       | 大原清秀 | 青木弘司 |
| 22   | 1985年9月17日  | 憎しみの乱れ打ち       | 大原清秀 | 合月勇   |
| 23   | 1985年9月24日  | ふたつの恋戦争         | 江連卓   | 江崎実生 |
| 24   | 1985年10月1日  | 時間よ止まれ永遠に     | 江連卓   | 合月勇   |
| 25   | 1985年10月8日  | 若きトランペッターの死 | 江連卓   | 江崎実生 |
| 26   | 1985年10月15日 | 死ぬときは天使         | 江連卓   | 江崎実生 |
| 27   | 1985年10月22日 | 片腕のトランペッター   | 江連卓   | 青木弘司 |
| 28   | 1985年10月29日 | 魂の輝くままに         | 江連卓   | 江崎実生 |

- 参考：週刊TVガイド

## DVD
- 乳姉妹 前編 ASIN: B0002IJPF6
- 乳姉妹 後編 ASIN: B0002IJPFG